# Феримагнетизм
Фе́римагнети́зм (рос. ферримагнетизм, англ. ferrimagnetism, нім. Ferrimagnetismus m) — сукупність магнітних властивостей деяких кристалів, зумовлена антипаралельною орієнтацією магнітних моментів сусідніх атомів. По суті кристал феримагнетика являє собою дві протилежно намагнічені ґратки, ніби вставлені одна в одну. При цьому сумарний магнітний момент феримагнетику (на відміну від антиферомагнетику) не дорівнює нулю. Це зумовлено нееквівалентністю кристалічних ґраток.
Основні представники феримагнетиків — йонні сполуки перехідних елементів: ферити, манганіти, подвійні флуориди, хроміти та метал тулій.